# September 2019
Dit artikel geeft een chronologisch overzicht van de belangrijkste gebeurtenissen per dag in de maand september van het jaar 2019.

## Gebeurtenissen

### 1 september
- Bij de verkiezingen in Brandenburg en Saksen boekt de AfD forse winst. De grootste partijen in deze twee deelstaten blijven nochtans SPD resp. CDU.
- Orkaan Dorian bereikt de Bahama's. Vooral de Abaco-eilanden worden zwaar getroffen.[1]
- In Jemen vallen bij een luchtaanval op een detentiecentrum in Dhamar zeker 60 doden.[2]

### 2 september
- Bij een brand op een boot van Truth Aquatics bij Santa Cruz Island vallen meer dan 30 doden.[3]

### 3 september
- In de Afghaanse hoofdstad Kabul vallen zeker 16 doden en 119 gewonden door een zelfmoordaanslag.[4]

### 5 september
- Een meerderheid binnen het Britse Lagerhuis stemt voor een wet die een no-deal-brexit op 31 oktober moet voorkomen. Hierdoor groeit de kans dat de brexit opnieuw zal worden uitgesteld.
- Als gevolg van Dorian zijn op de Bahama's zeker 20 doden gevallen. Ook Grand Bahama International Airport wordt verwoest. De orkaan trekt verder richting de Amerikaanse staat Florida.

### 8 september
- President Donald Trump zet de vredesonderhandelingen met de Taliban stop en blaast ook een geheime ontmoeting af waar de Afghaanse president bij zou zijn. Aanleiding is de zelfmoordaanslag van afgelopen week waarbij een Amerikaanse militair omkwam.[5]

### 9 september
- De Russische oppositie boekt flinke winst bij de lokale verkiezingen in grote steden waaronder Moskou, maar is uitgesloten van regeringsdeelname. Verenigd Rusland verliest in veel kiesdistricten.

### 11 september
- Astronomen ontdekken waterdamp op K2-18b, een exoplaneet in een bewoonbare zone.
- Het Schotse Court of Session keurt de door premier Johnson doorgevoerde schorsing van het Britse parlement af.

### 14 september
- Twee Saoedische olie-installaties worden aangevallen met drones.

### 17 september
- Bij de Israëlische parlementsverkiezingen krijgen Likoed en Kaḥol-Lavan allebei weer meer dan 30 zetels, nadat beide partijen in april 35 zetels kregen.
- In de Afghaanse stad Charikar vallen bij een zelfmoordaanslag tijdens een verkiezingsbijeenkomst van president Ashraf Ghani zeker 22 doden en 42 gewonden. De president blijft ongedeerd.[6]

### 19 september
- Bij  Pluvigner stort een Belgische F-16 neer. De twee piloten weten ongedeerd te ontkomen door gebruik te maken van hun schietstoel.[7] (Lees verder)

### 23 september
- De Britse reisorganisatie Thomas Cook Group plc zet met onmiddellijke ingang al haar activiteiten stop. 600.000 reizigers over de hele wereld komen vast te zitten op hun vakantiebestemming.
- In New York opent een VN Klimaattop (UN Climate action summit 2019) met een speech van de zestienjarige Greta Thunberg.

### 24 september
- De Britse Hoge Raad oordeelt dat de door premier Johnson opgelegde schorsing van het parlement onwettig is. De schorsing was bedoeld om de voor 31 oktober geplande brexit ongehinderd te laten doorgaan.
- De voorzitter van het Amerikaanse Huis van Afgevaardigden, Nancy Pelosi, kondigt een afzettingsprocedure aan tegen president Donald Trump. De president wordt er door de Democraten van beschuldigd dat hij de Oekraïense president Zelensky telefonisch onder druk heeft gezet om een corruptieonderzoek te beginnen tegen zijn politieke rivaal Joe Biden.

### 26 september
- Bij een aardbeving in de buurt van de Molukse stad Ambon vallen zeker 20 doden en tientallen gewonden.

### 30 september
- De N-VA, Open Vld en CD&V worden het onderling eens over een regeringsakkoord, waarmee de regering-Jambon een feit is.

## Overleden
← · januari · februari · maart · april · mei · juni · juli · augustus · september · oktober · november · december ·  →